# Nissan Altima
El Nissan Altima es un automóvil mediano que ha sido fabricado por Nissan desde 1992. Es una continuación de la línea Nissan Bluebird, que comenzó en 1955.
El Altima ha sido históricamente más grande, más potente y más lujoso que el Nissan Sentra, pero menos que el Nissan Maxima. Los autos de primera a cuarta generación se fabricaron exclusivamente en los Estados Unidos y se vendieron oficialmente en América del Norte y del Sur, junto con el Medio Oriente y Australia. Para otros mercados, Nissan vendió un sedán mediano relacionado llamado Nissan Teana que estaba entre el Altima y el Maxima en términos de tamaño. En 2013, el Teana se convirtió en una versión rebautizada de la quinta generación de Altima.
El nombre "Altima" se aplicó originalmente a una línea de acabado superior del Nissan Leopard para el mercado japonés en 1986, y luego al automóvil mediano Nissan Laurel vendido en América Central y el Caribe antes de 1992. En 1992, Nissan descontinuó el Stanza, que era un clon de Nissan Bluebird, reemplazándolo con el Altima construido en los Estados Unidos, sin dejar de ser un automóvil compacto. El primer Altima fue producido en junio de 1992, como un modelo de 1993. Todos los modelos Altima se construyeron en Smyrna, Tennessee, hasta junio de 2004, cuando la planta de Nissan en Canton, Misisipi, también comenzó a producir el modelo para satisfacer la alta demanda.

## Primera Generación (U13; 1993)

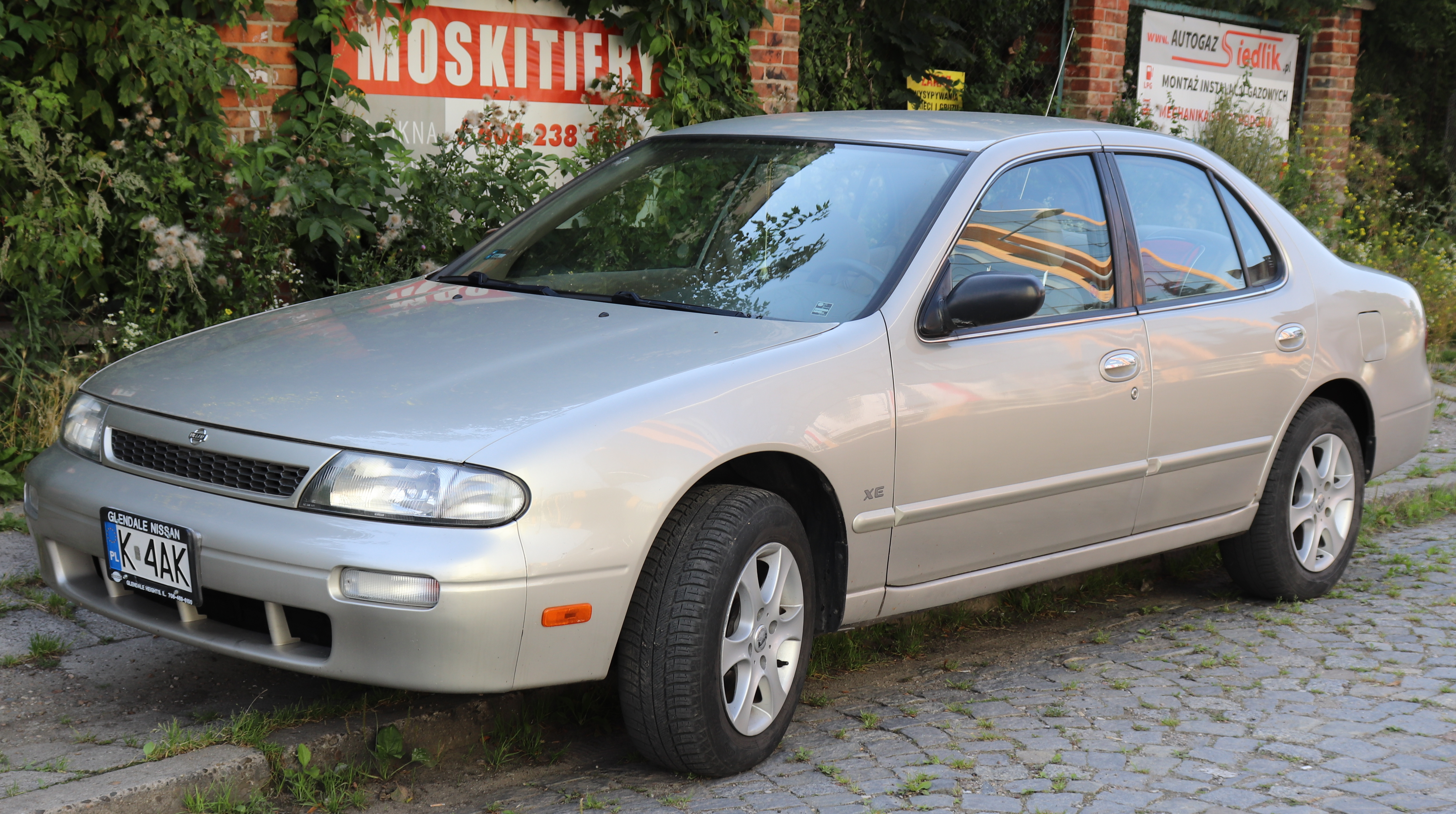
1993–1994 Altima XE

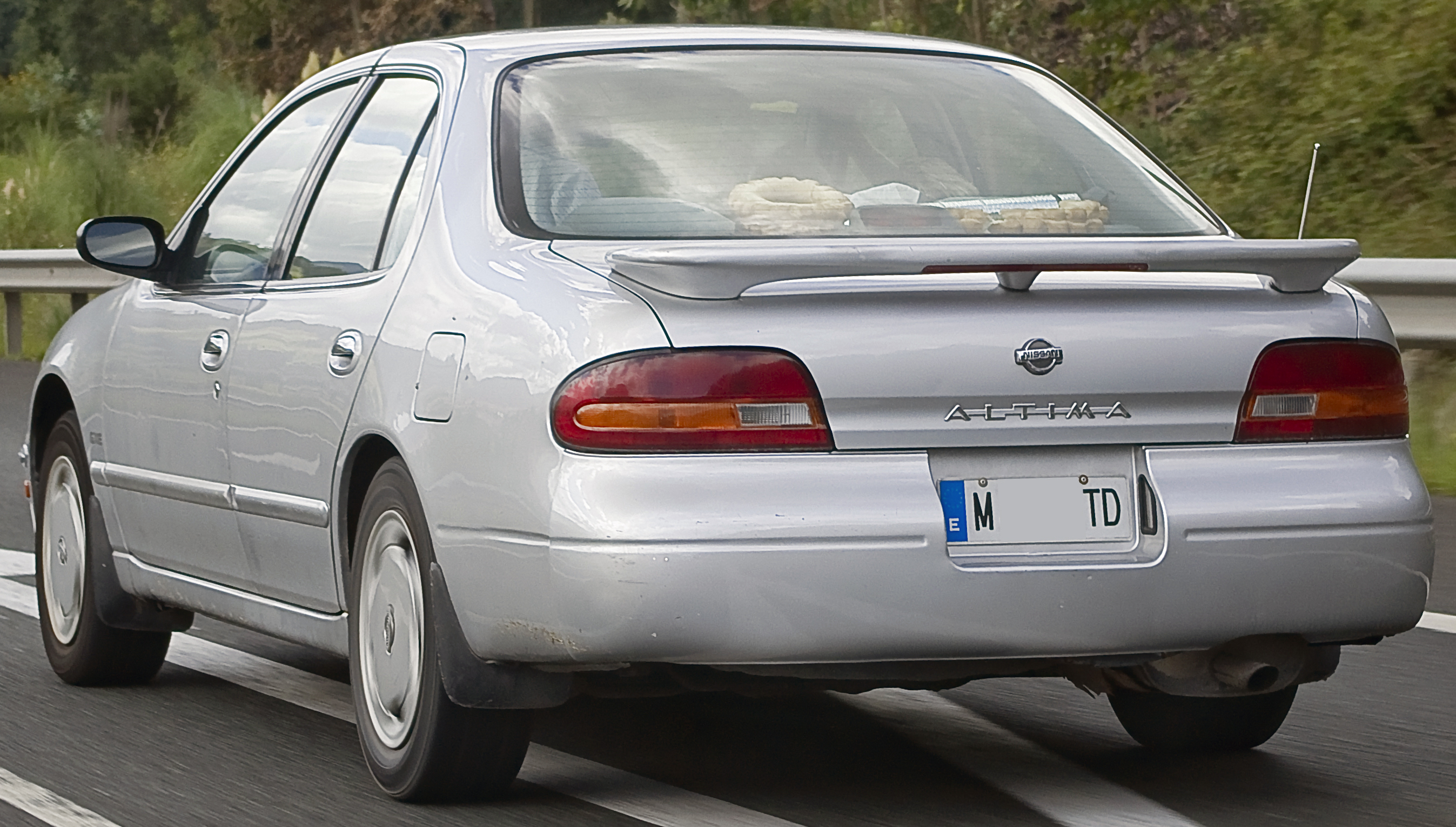
vista trasera

Al igual que el Stanza anterior, el Altima original era la versión de exportación del Nissan Bluebird SSS (modelo de chasis U13), aunque su estilo original procedía del grupo de diseño de Nissan en California (Blue Studio bajo Allan Flowers) en 1989. Inicialmente, el nombre oficial del automóvil era "Stanza Altima", que aparece en los primeros manuales del propietario. Los modelos de 1993 se pueden ver con una pegatina que dice "Stanza" en letras pequeñas a la derecha del emblema ALTIMA en la tapa del maletero.
Todos los modelos Altima utilizaban el motor DOHC KA24DE de 4 cilindros en línea KA24DE de 150 hp (112 kW) acoplado a una transmisión manual de 5 velocidades o una automática de 4 velocidades (rendimiento de aceleración: 9,4 segundos de 0 a 100 km/h (0 a 60 mph) con transmisión automática y 8.2 con manual). (Por el contrario, el paquete de equipamiento superior japonés Bluebird SSS se podía adquirir con el motor SR20DET de Nissan y tracción total). La suspensión estaba compuesta por puntales con barras estabilizadoras en ambos extremos y se destacaba por brindar un manejo deportivo y satisfactorio (además de un marcha firme y ruido de carretera moderado); Todas las ruedas eran de 15 pulgadas. Al ser uno de los autos compactos más grandes, el Altima tenía capacidad para cuatro adultos con bastante comodidad, aunque su carrocería era demasiado estrecha para cinco. Las líneas de equipamiento consistían en el XE sencillo, el GXE de línea media, el SE deportivo y el GLE de lujo. Algunas opciones incluían un paquete de emblema dorado, guardabarros moldeados y una raya diplomática. Todos los modelos tenían pequeños portavasos debajo de la radio y una pequeña guantera que se mejoraron en el rediseño de 1998.
El XE básico (poco común) tenía ventanas manuales. El GXE de línea media tenía ventanas eléctricas, una antena retráctil eléctrica, un apoyabrazos trasero pasante, un reloj digital en el tablero (que se volvió opcional en los modelos de 1995) y rejillas de plástico del mismo color para los parlantes traseros de 6 pulgadas. Los modelos XE y GXE solo tenían el interruptor de limpiaparabrisas intermitente fijo.
Además de las características del GXE, el SE tenía una suspensión más rígida, luces antiniebla, alerón trasero montado en 3 patas (modelos de 1993 con luz de freno LED clara), faldones laterales (sin molduras laterales superiores) y asientos deportivos (además de un techo solar estándar). en 1994-1995). También tenía frenos de disco en las 4 ruedas, que venían en otras líneas de equipamiento cuando se ordenaron frenos antibloqueo.
Las mejoras del GLE incluyeron una pantalla frontal digital para automóviles (solo 1993 y 1994), que mostraba la velocidad en mph o km/h, señales de giro y varias luces de advertencia en un parche espejado exclusivo hecho en el parabrisas. El Maxima y el 240SX de 1989 a 1994 tenían tecnología similar pero solo mostraban velocidad. Otras características incluyeron un monedero integrado en la cubierta del panel de fusibles (solo 1993 y 1994), soporte lumbar ajustable en los asientos delanteros, control de clima digital automático, entrada sin llave con alarma (opcional), tapetes, espejos laterales del mismo color, control de curvas. luces, techo corredizo y un estéreo de casete/CD de seis bocinas de mayor potencia que incluía parlantes traseros 6X9 con rejillas de "altavoces activos" de metal negro, rejillas de "altavoces activos" de color metálico a juego para los parlantes de las puertas delanteras (solo 1993 y 1994), y un par de tweeters del pilar A, todos alimentados por dos amplificadores de fábrica montados debajo de la plataforma trasera. En 1997 renunció a todo lo anterior a cambio del cuero de serie (anteriormente opcional). Todos los modelos SE y GLE tenían llantas de aleación y limpiaparabrisas intermitentes variables.
Los Altimas de 1993 venían con un tablero de color palo de rosa y una bolsa de aire del lado del conductor junto con cinturones de hombro automáticos (la consola central era más delgada para acomodar los cinturones de regazo). El Altima 1994 obtuvo un tablero de instrumentos de madera de raíz más oscura, una bolsa de aire para el pasajero empotrada y cinturones de seguridad regulares. Los modelos 1993 y 1994 venían con manijas interiores cromadas de serie con una función de bloqueo y desbloqueo automático de la puerta en el lado del pasajero. Para 1995, las manijas interiores de las puertas se cambiaron por unas de plástico del mismo color y se reemplazó un tapón donde estaba la función de bloqueo/desbloqueo automático de la puerta del pasajero. Los modelos de 1993 y 1994 también tenían un delgado 1+1 ⁄ 2 tapa del reposabrazos, sin embargo, si se seleccionó un reposabrazos de cuero opcional, la altura aumentó a aproximadamente 4,5 pulgadas (110 mm). Para 1995, todas las tapas de los apoyabrazos eran más gruesas y tenían aproximadamente 4,5 pulgadas (110 mm) de alto. El año modelo 1995 (presentado en 1994) también trajo una nueva persiana veneciana , como la parrilla, nuevas luces traseras (rojas y transparentes) y un nuevo alerón de montaje de 2 patas con una luz de freno LED roja para el SE. Algunos otros cambios incluyeron la eliminación de las rejillas de los altavoces traseros para una plataforma trasera plana, un interior de tela más económico, una cubierta de plástico que reemplazó el cenicero trasero y el reloj digital en el tablero ahora era opcional. Un modelo 1995.5, que entró en producción el 3 de marzo de 1995, introdujo una bolsa de aire para el pasajero de montaje elevado con un nuevo inflador. 1996 trajo nuevos tapacubos para los modelos básicos. Durante el año modelo 1997, el GXE obtuvo un nuevo paquete de "Edición Limitada" que incluye llantas de aleación, entrada sin llave, alarma, tapetes y una pegatina de Edición Limitada en cada lado cerca de las ruedas delanteras. La mayoría de los modelos Altima del último año fueron denominados modelos "1997.5", lo que significa la protección adicional contra choques necesaria para cumplir con los estándares de impacto lateral de 1997.

## Segunda generación (L30; 1998)
La segunda generación (modelo de chasis L30) fue una versión solo para el mercado estadounidense, nuevamente diseñada por el centro de diseño de Nissan en California bajo Doug Wilson hasta 1994 (congelación de diseño en 1995). Un nuevo interior (por Diane Allen) trajo una guantera revisada y portavasos, un asiento trasero plegable (excepto en XE) y bolsas de aire sin energía. El mercado nacional japonés Bluebird U14 tiene diferentes extremos delanteros y traseros, y dimensiones de ancho ligeramente más estrechas para cumplir con las regulaciones de dimensiones del gobierno japonés.
Si bien el volumen total se mantuvo idéntico a 108 pies cúbicos (3.1 m³), la mayoría sintió que se distribuyó mejor y dio como resultado una cabina ligeramente más espaciosa. En el lado negativo, muchos fueron decepcionados por el estilo más sencillo del nuevo modelo y el interior abaratado; algunos también sintieron que el pedal del acelerador ahora estaba demasiado ligero.
Las líneas de acabado fueron el XE despojado, el GXE de venta por volumen, el SE deportivo y el GLE recortado en lujo. El SE se puede distinguir por su parrilla del color de la carrocería, luces antiniebla, alerón trasero, llantas de aleación y medidores de cara blanca. En esta generación de Altima, todos los GLE tenían asientos de cuero estándar.

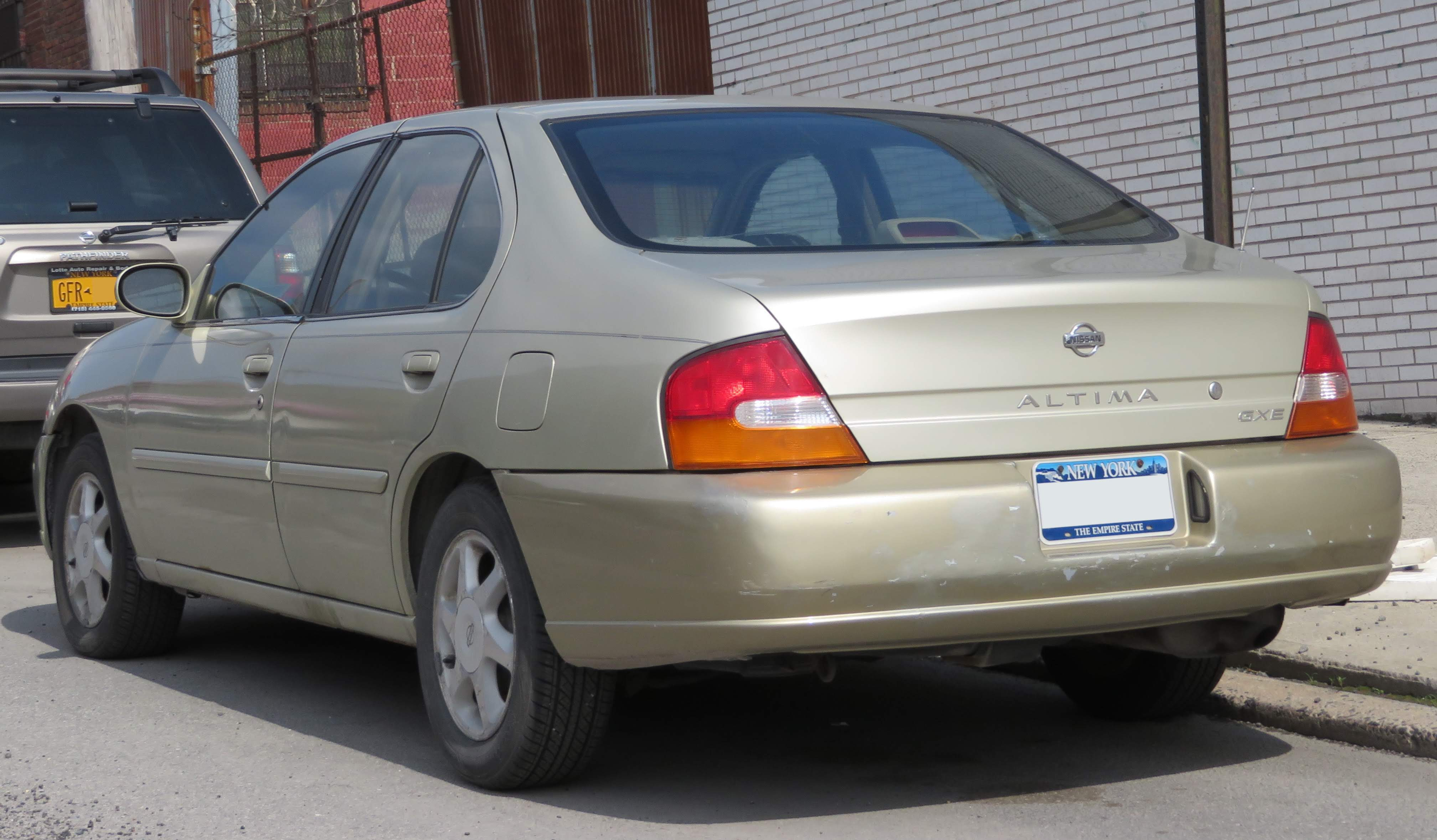
1998-1999 vista trasera

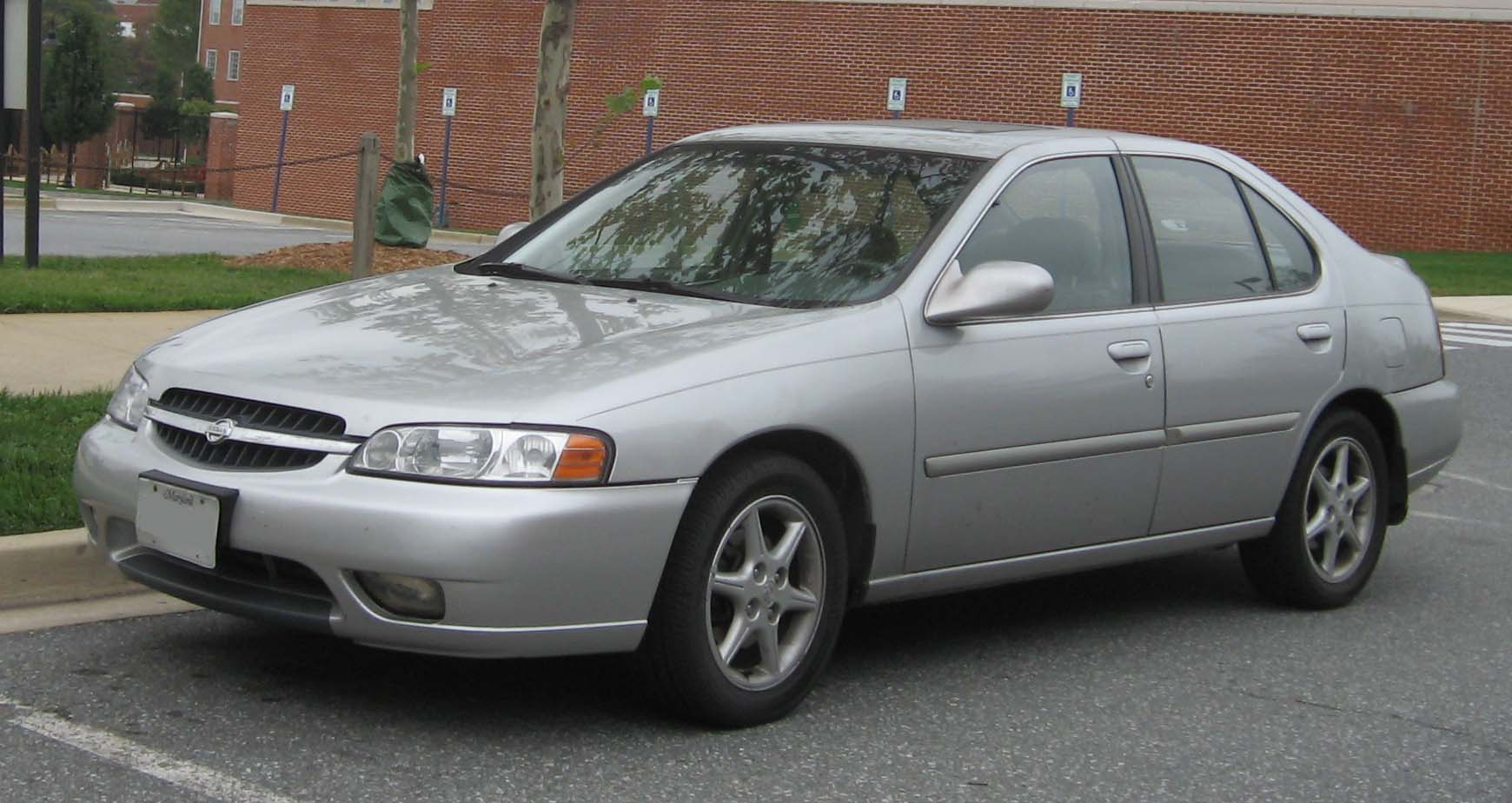
2000-2001 vista delantera

Para 1999, el estéreo de casete / CD de nivel superior obtuvo una nueva placa frontal, los modelos GXE y SE ganaron limpiaparabrisas intermitentes variables, y los GLE ganaron llantas de aleación estándar. La mayoría de los cambios se produjeron para el año modelo 2000. El motor aumentó en potencia de 150 a 160 caballos de fuerza con chispas de 4 vías, mientras que también mejoró el tiempo de 0-60 mph de 8.7 a 8.4 segundos. Las relaciones de engranajes y de transmisión final se acortaron en ambas transmisiones, las barras estabilizadoras se engrosaron y la dirección se reafirmó. Los modelos SE y GLE también se actualizaron a llantas de 16 pulgadas con neumáticos de perfil más bajo, nuevos puntales Monroe con "valving de puntal sensible a la aceleración" y un soporte de torre de puntal delantero para un manejo más deportivo (todo opcional en GXE). El Altima creció un poco más y obtuvo una parrilla delantera más profunda, faros de una sola pieza con intermitentes integrados y luces de curva estándar de baja velocidad, luces traseras totalmente rojas y molduras de plástico en la tapa de la cubierta. En el interior había nuevos asientos delanteros con un ajustador de altura del conductor, portavasos para el asiento trasero (solo modelos de transmisión automática), tela de asiento revisada, un nuevo panel de instrumentos con odómetro digital, una nueva antena de ventana trasera y el mando de entrada sin llave ahora incluía un lanzamiento en el maletero. Los airbags laterales eran estándar recientemente en GLE y estaban disponibles en GXE y SE. Para 2001, el Altima GXE volvió a ganar un paquete de edición limitada: asiento del conductor eléctrico, entrada sin llave con alarma y alfombrillas.

## Tercera generación (L31; 2002)

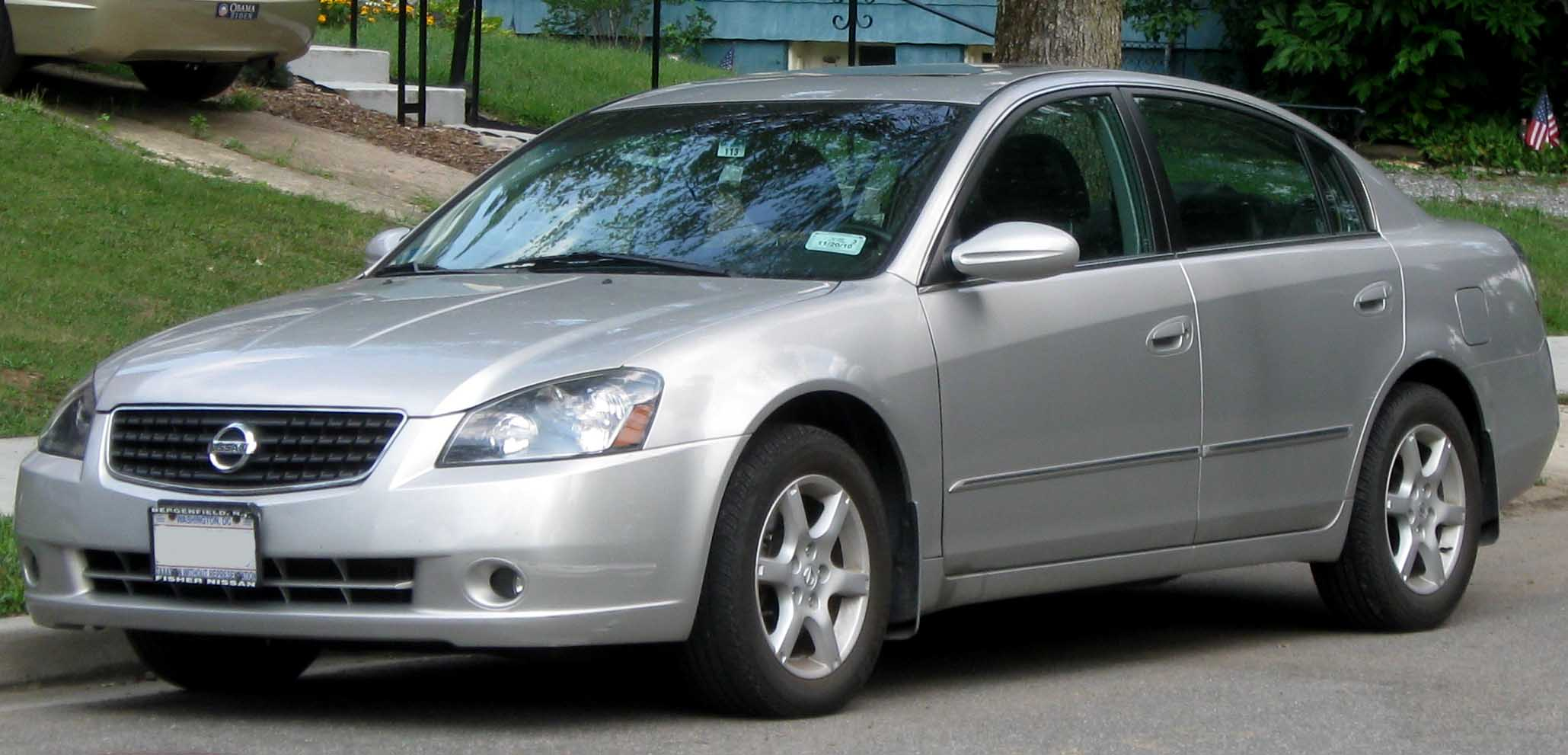
2005-2006 Altima S

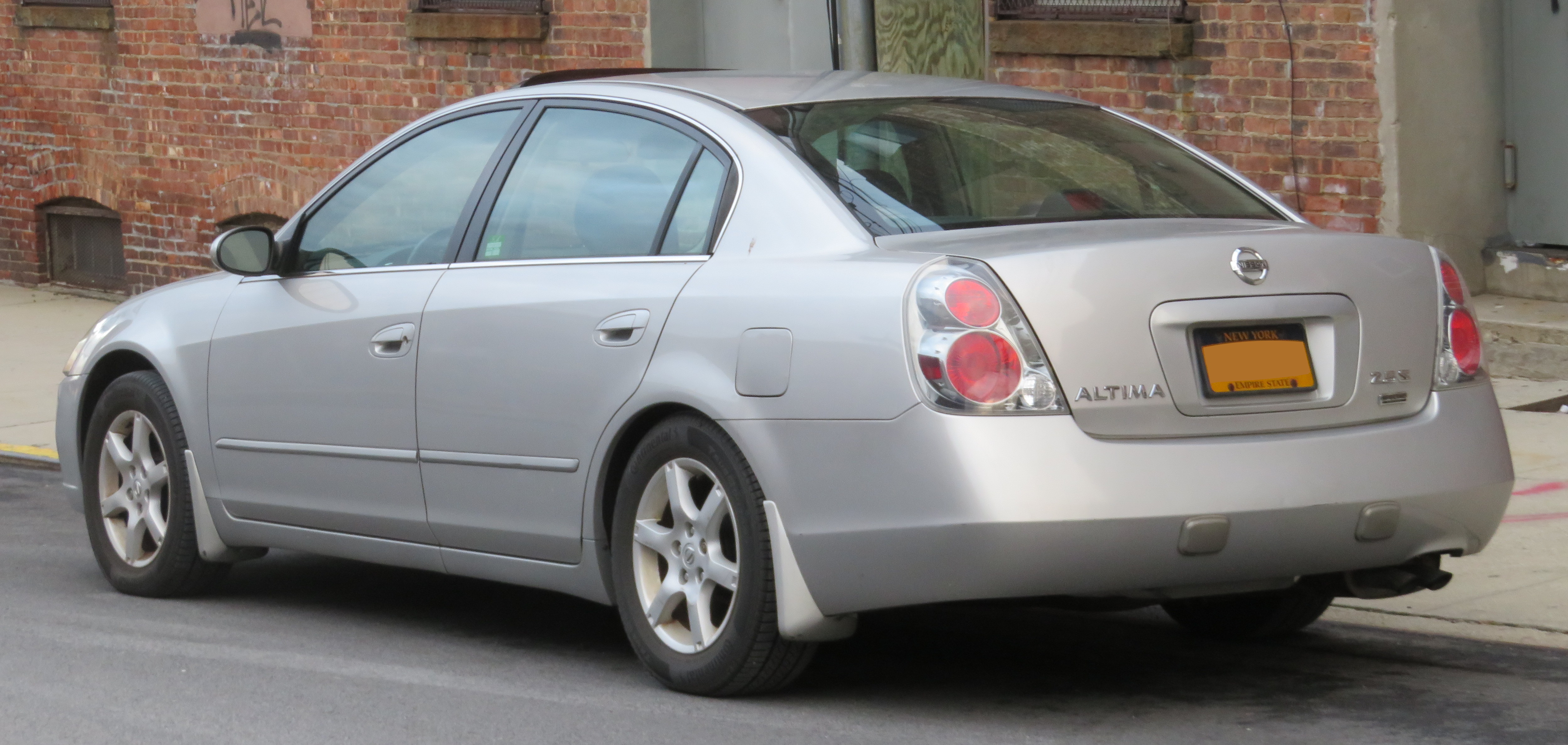
2006 Altima 2.5S Edición Especial

La tercera generación del Altima (chasis modelo L31) debutó para el año modelo 2002.  Fue el primer producto de mercado masivo construido sobre la nueva plataforma FF-L de Nissan, que era exclusiva de América del Norte y no tenía un modelo equivalente en Japón. El Nissan Teana asiático es similar pero no del todo idéntico, diseñado para los requisitos del mercado asiático; las tres líneas de modelos compartían la misma plataforma. El Altima creció significativamente para esta generación, ya que el volumen interior se expandió a 118.8 pies cúbicos (3.36 m³). Las dimensiones interiores del Altima incluso superaron a las del Maxima 2000-03 de gama alta, por lo que el Maxima 2004 se trasladó más exclusivo al grupo de tamaño completo. También el más grande de su clase fue el tanque de combustible de 20 US gal (76 L; 17 imp gal) del Altima. Además, el Altima actualizó su suspensión trasera a un tipo multibrazo y sus frenos a discos de 4 ruedas. Esta fue la primera generación en ofrecer un motor V6.
Los modelos 2003-2004 recibieron dos tonos de color de tablero, y el 3.5 SE recibió una mejora en caballos de fuerza, de 240 hp (179 kW) a 245 hp (183 kW), aunque el torque se mantuvo igual en 246 lb⋅ft (334 N⋅m).   Los modelos 2002–2004 con caja de cambios manual fueron los más ligeros de los autos V6 (4DR).  El motor de 2.5 litros y 4 cilindros aceleró el sedán de 0 a 60 mph (97 km / h) en 8.6 segundos.
El Nissan Altima 2005 recibió un lavado de cara, incluyendo una nueva parrilla frontal, luces traseras totalmente rojas, interior rediseñado y un sistema de navegación opcional basado en DVD. El V6 ahora tenía una potencia nominal de 250 hp (186 kW) con un torque nominal de 249 lb⋅ft (338 N⋅m), y un tiempo de 0-60 mph (97 km/h) de 6.2 segundos utilizando la transmisión automática de 5 velocidades. También era nuevo el modelo SE-R con una versión de torque del V6 de 260 hp (194 kW) y 251 lb⋅ft (340 N⋅m), una transmisión manual de 6 velocidades (automática aún opcional), frenos mejorados, llantas de 18 pulgadas, una suspensión aún más rígida que la del 3.5 SE y un escape de alto flujo.  El automóvil y el conductor probaron el SE-R con un resultado de 0 a 60 mph (97 km / h) en 6.1 segundos.  MotorWeek episodio # 2432 probó un SE-R equipado con una transmisión automática que produjo un tiempo de 0-60 mph de 5.8 segundos.

## Cuarta generación (L32; 2006)

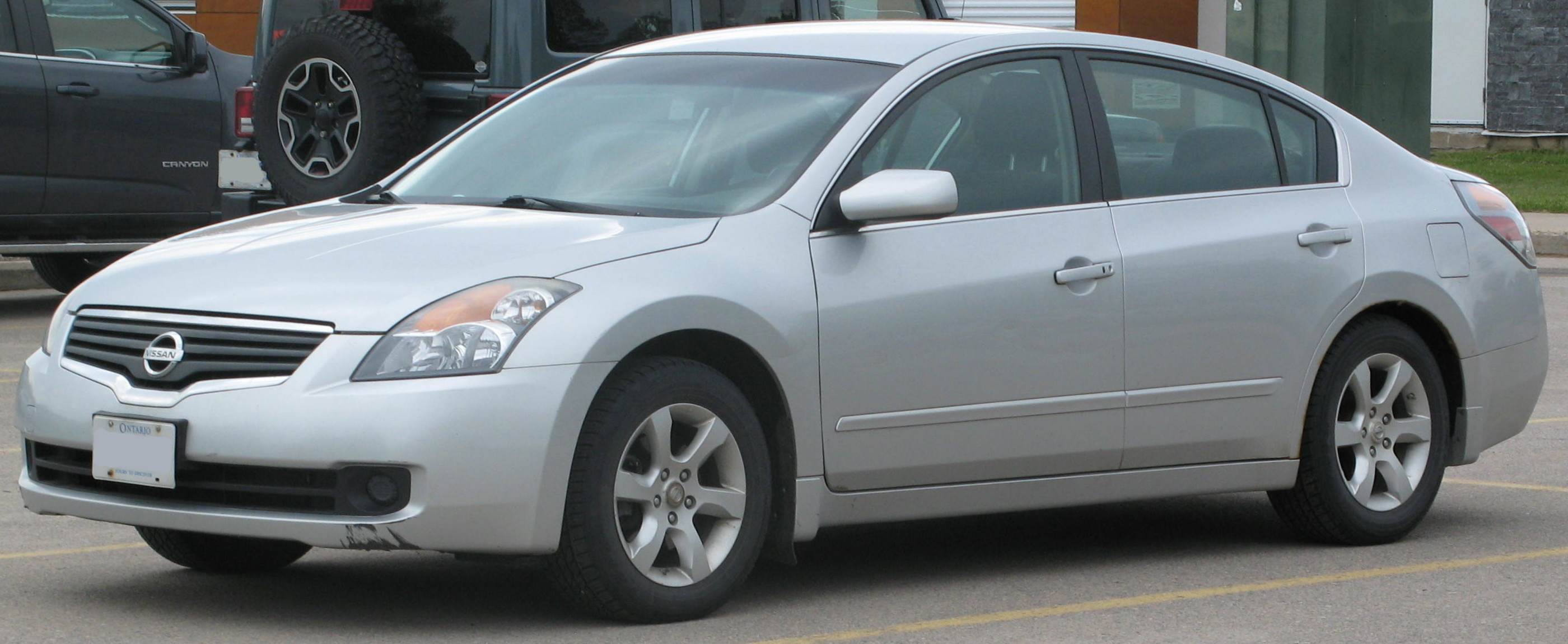
2008 Altima 2.5S

La cuarta generación del Nissan Altima (chasis modelo L32A) fue anunciado en el Salón Internacional del Automóvil de Nueva York 2006 el 12 de abril de 2006. Fue el primer vehículo en utilizar la plataforma Nissan D más pequeña, con una nueva suspensión delantera y trasera mejorada. La distancia entre ejes es 1 pulgada (25 mm) más corta que la tercera generación del Altima, pero el espacio interior se mantuvo prácticamente sin cambios. El Maxima y el Murano también utilizaron esta nueva plataforma a partir de los modelos 2009. Al igual que con la generación anterior, comparte gran parte de su mecánica y plataforma con el Nissan Teana, que está construido para diferentes condiciones de mercado en Asia.

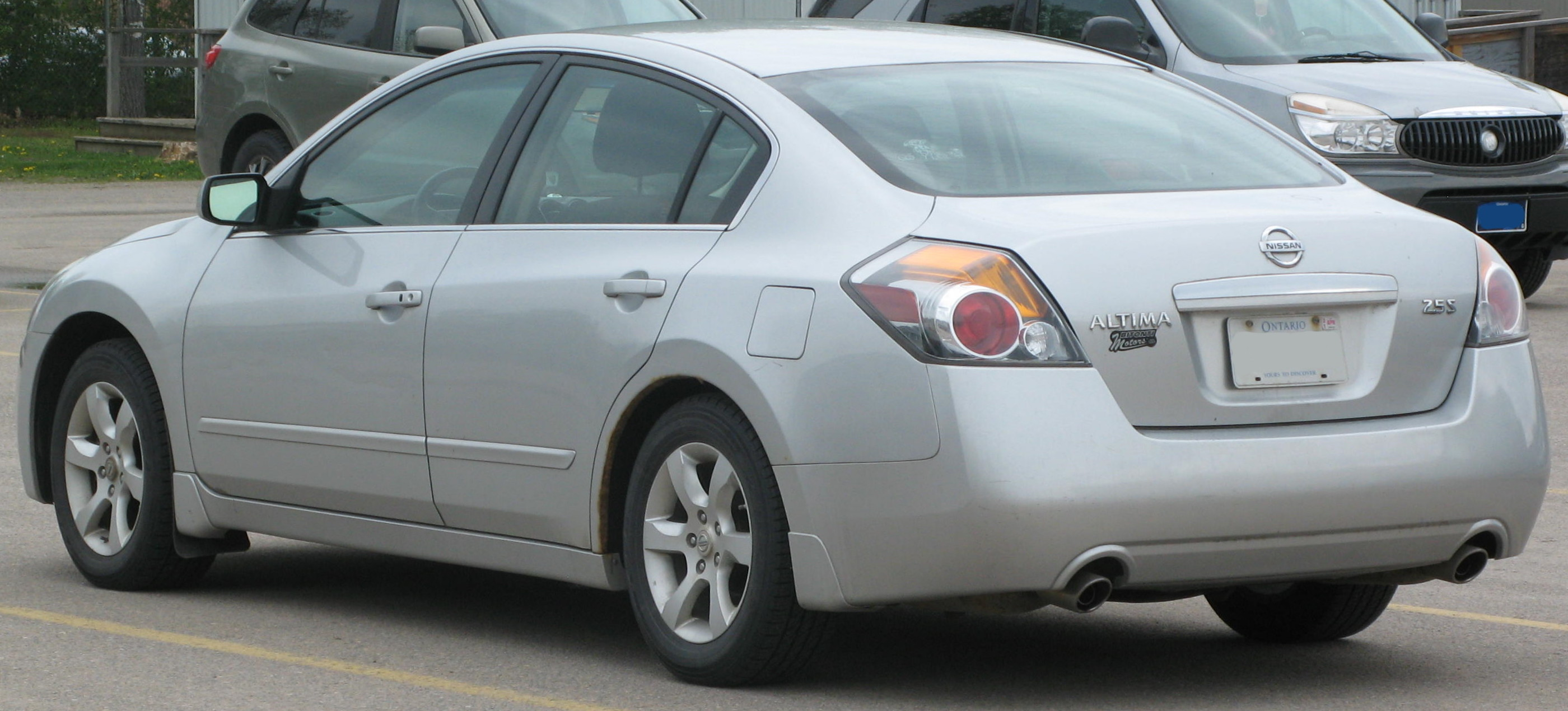
vista trasera

La cuarta generación de Altima utilizó versiones revisadas de los motores del modelo de tercera generación. El motor VQ35DE 3.5 L V6 produce 270 hp (201 kW) y 258 lb⋅ft (350 N⋅m) de torque, y el QR25DE 2.5 L straight-4 produce 175 hp (130 kW) y 180 lb⋅ft (244 N⋅m) de torque.  Una transmisión manual de 6 velocidades es estándar, y una transmisión continuamente variable reemplazó a la automática tradicional como la transmisión opcional.
Esta generación de Altima vino empaquetada con, para su época, nueva tecnología como una llave inteligente estándar (conocida como la "Llave inteligente de Nissan"), junto con la capacidad Bluetooth disponible para teléfonos celulares y una cámara de estacionamiento. El tablero de instrumentos fue diseñado con botones más grandes para facilitar la legibilidad y un total de ocho portavasos, dos frente a la consola central, dos en el reposabrazos trasero y un portavasos de 20 onzas en cada puerta. Se agregaron varios compartimentos ocultos, además de duplicar el espacio de la guantera a 0.46 pies cúbicos (13 L). Para 2008, todos los modelos Altima recibieron ABS con distribución electrónica de la fuerza de frenado. 
Para 2008, un nuevo modelo base, llamado 2.5, estuvo disponible como una versión más asequible del Altima. Para ahorrar costos, el 2.5 no incluía una radio de fábrica, sin embargo, el cableado previo para una unidad principal del mercado de accesorios, cuatro altavoces de fábrica montados en la puerta delantera y en el tablero de instrumentos, y una antena de radio A / M-F / M de fábrica venían preinstalados. Otras medidas de ahorro de costos en el 2.5 incluyeron la eliminación de características como los sensores táctiles montados en la manija de la puerta para el sistema Nissan Intelligent Key (la entrada sin llave y el encendido por botón aún estaban incluidos), la capacidad de bajar o subir las ventanas eléctricas desde el control remoto de entrada sin llave, algunos de los portavasos estándar, el compartimiento de almacenamiento de gafas de sol superior, y el guarnecido alfombrado en el interior de la tapa trasera del maletero. Los modelos 2.5 tampoco incluían letras 2.5 en la tapa trasera del maletero del vehículo. Características como el aire acondicionado con un control de clima manual de una sola zona, un asiento de banco trasero plegable dividido, molduras de asiento de tela Velour, entrada sin llave y un encendido por botón todavía se incluyeron como equipo estándar en el modelo base 2.5.

### Estiramiento facial

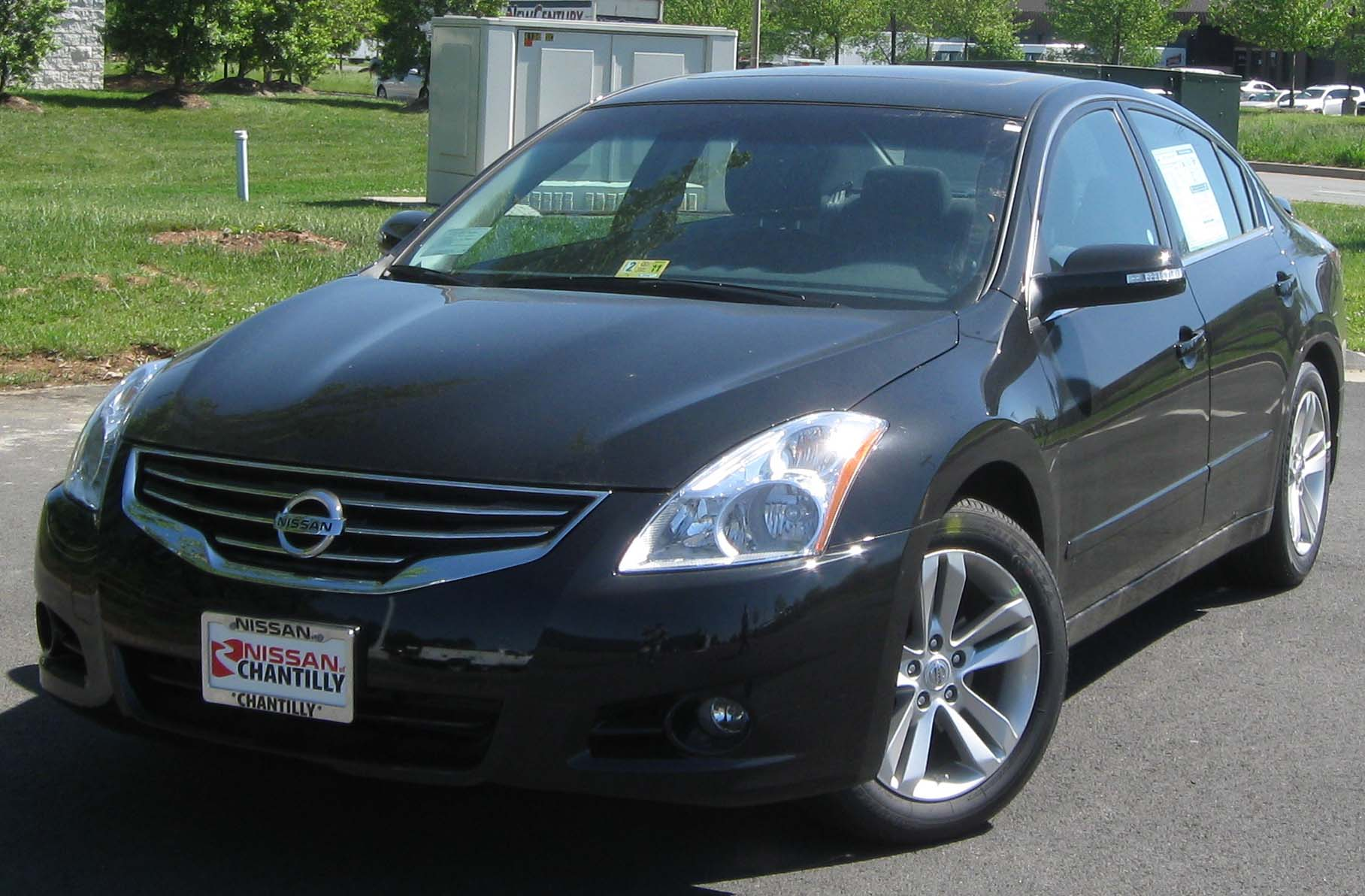
3.5SR Sedan

En 2009 para el modelo 2010, el Nissan Altima fue renovado con una nueva fascia delantera, capó y faros, así como nuevas llantas y materiales interiores.  El control electrónico de estabilidad, que anteriormente solo se ofrecía como parte de un paquete opcional en los modelos V6 y no estaba disponible con motores de 4 cilindros, ahora es estándar en todas las versiones altima, incluidos los modelos de 4 cilindros.  La CVT se había convertido en estándar en este punto para todos los modelos; el manual se eliminó para el año modelo 2011. Sin embargo, el SR (anteriormente el SE) todavía se podía tener con un manual de 6 velocidades (aunque esto era solo para pedidos de clientes).

## Quinta generación (L33; 2013)

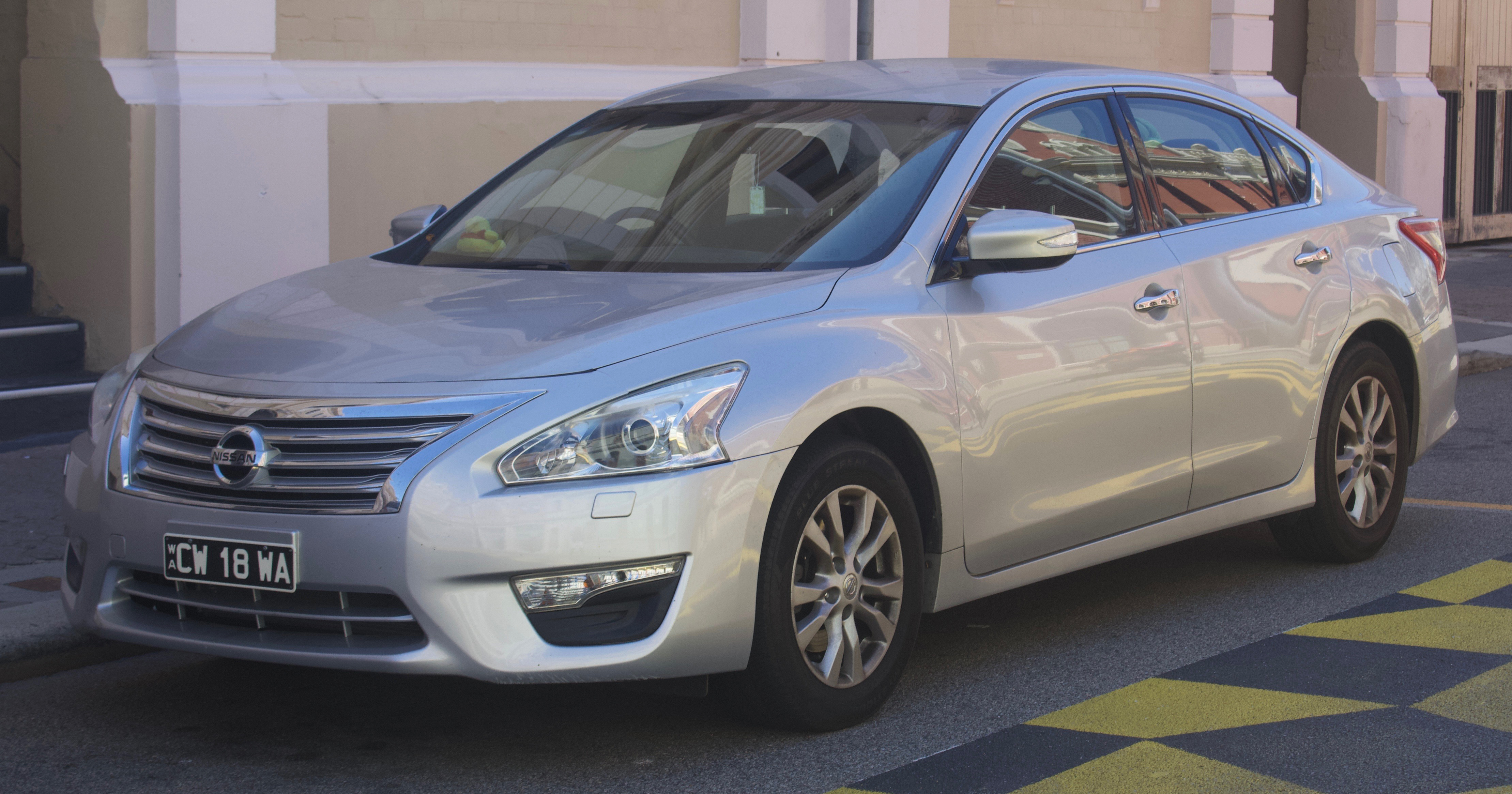
NIssan Altima ST sedan

Un Altima rediseñado debutó en el Salón Internacional del Automóvil de Nueva York 2012 para el año modelo 2013, y salió a la venta en el verano de 2012. El diseño exterior tomó las señales del Ellure Concept presentado en 2010. Al igual que el Camry y el Accord, continuó ofreciendo un motor base de 4 cilindros con un V6 de 3.5L como tope de gama. Las especificaciones para el motor QR25DE 2.5 litros y 16 válvulas DOHC en línea son 182 hp (136 kW) y 180 lb⋅ft (244 N⋅m), mientras que el VQ35DE 3.5 litros DOHC V6 de 24 válvulas sigue siendo de 270 hp (201 kW) y 258 lb⋅ft (350 N⋅m). Nissan estima que la economía de combustible de 2.5 litros es de 27 ciudad / 38 hwy y el V6 de 3.5 litros a 22 city / 30 hwy gracias a su refinada CVT que se ha aligerado en 8 libras. La mayoría de los principales componentes mecánicos de esta generación de Altima se transfieren.  Gran parte del estilo exterior parece dibujar rasgos familiares del Nissan Maxima.  La Edición Especial y el lavado de cara de 2016 tienen un interior similar al Murano, el Maxima y el Rogue. Por primera vez, una transmisión manual no está disponible.
A pesar del mayor tamaño del Altima en comparación con el modelo anterior, el nuevo Altima pesa alrededor de 120 libras menos. El Altima sigue siendo el sedán mediano más ligero de su clase; esto se debe principalmente a su uso eficiente de acero y aluminio de alta resistencia en áreas como el maletero, el capó y el techo. La parte delantera comparte la misma nueva parrilla corporativa que el Versa 2012 con faros más angulares que los redondeados del Versa. Extrae muchas influencias de estilo del "estilo de botella de Coca-Cola", una apariencia que fue popular durante las décadas de 1960 y 1970, un regreso a una apariencia que Nissan usó durante ese tiempo.
Nissan ofrece el Altima en cinco versiones diferentes; 2.5, 2.5 S, 2.5 SV, 2.5 SL y 3.5 SL. 3.5 S y 3.5 SV se suspendieron para el año modelo 2015. Junto con el sedán L33 Altima, el cupé L32 Altima de la generación anterior continuará a la venta.  El cupé solo se ofrecerá con el QR25DE de cuatro cilindros y 2.5 litros con una potencia nominal de 175 hp (130 kW) y 180 lb⋅ft (244 N⋅m) de torque acoplado con una CVT. La transmisión manual de 6 velocidades ya no está disponible en el Altima Sedán debido a las bajas ventas. El modelo SL, que una vez fue un paquete de equipos para el Altima 2.5 S, ahora es un modelo separado. Además, el modelo base 2.5, que anteriormente presentaba cableado previo para instalar una unidad principal del mercado de accesorios, una antena de radio A / M-F / M y altavoces montados en la puerta delantera y en el tablero, recibió una radio A / M-F / M con un reproductor de CD / MP3 de un solo disco, entrada de audio auxiliar y sistema telefónico manos libres Bluetooth como equipo estándar (como antes, no se incluyeron altavoces traseros en el paquete).

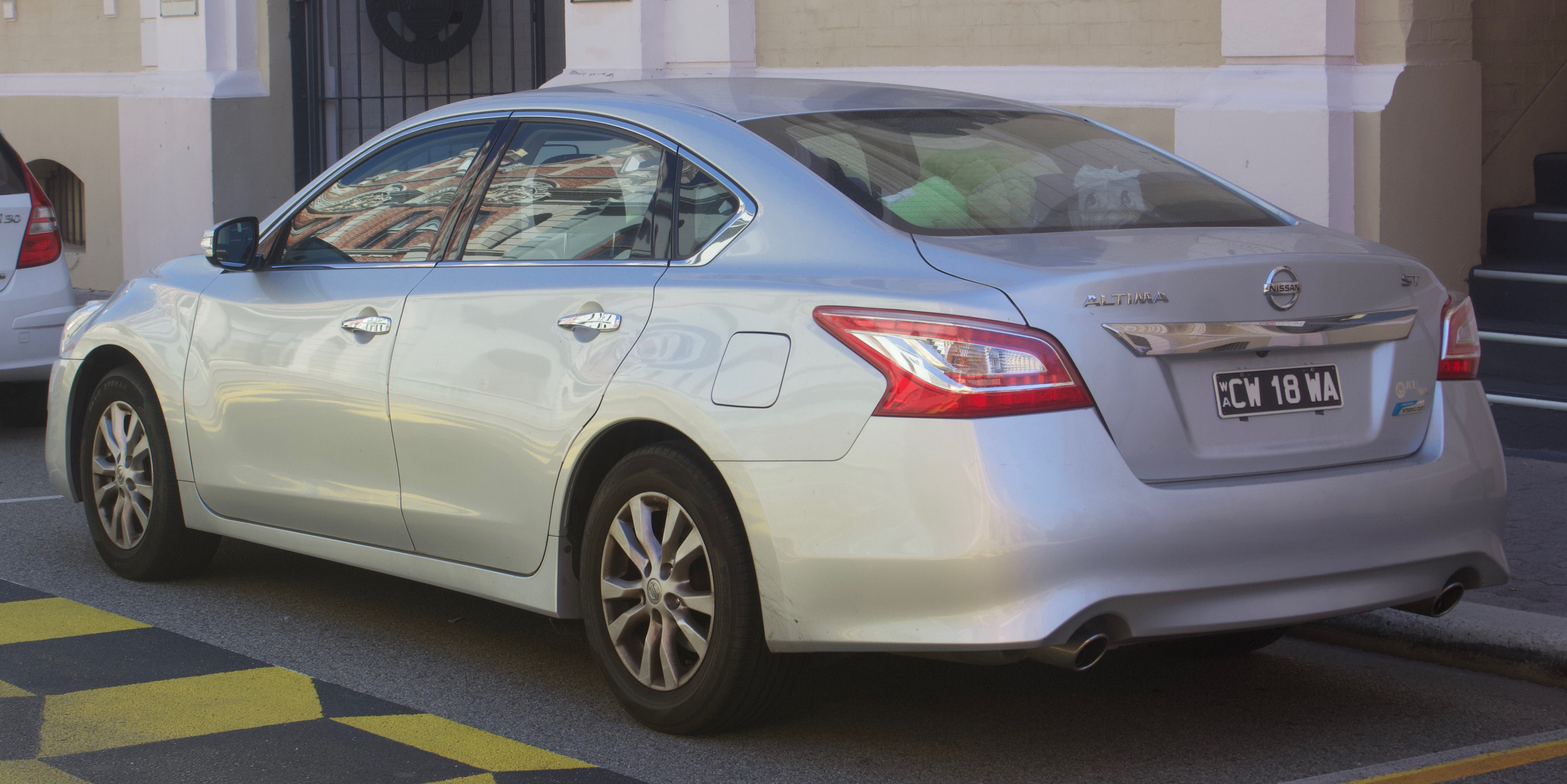
Nissan Altima ST

La producción comenzó a finales de mayo de 2012 y el coche salió a la venta en junio en los Estados Unidos, y agosto del mismo año en Canadá. El Altima también estará a la venta en varios otros mercados (existentes o nuevos), particularmente en el Medio Oriente, donde reemplaza a los modelos L32A de cuarta generación, y en el mercado australiano por primera vez en algún momento del próximo año, reemplazando al Nissan Maxima J32 (Teana). En China y otros mercados asiáticos, el Nissan Altima L33 será la tercera generación de Nissan Teana. El L33 Altima se suspendió en Australia y Nueva Zelanda el 5 de abril de 2017, junto con el sedán Pulsar basado en B17 Sylphy, para centrarse en los autos deportivos, SUV y camionetas en esos mercados.

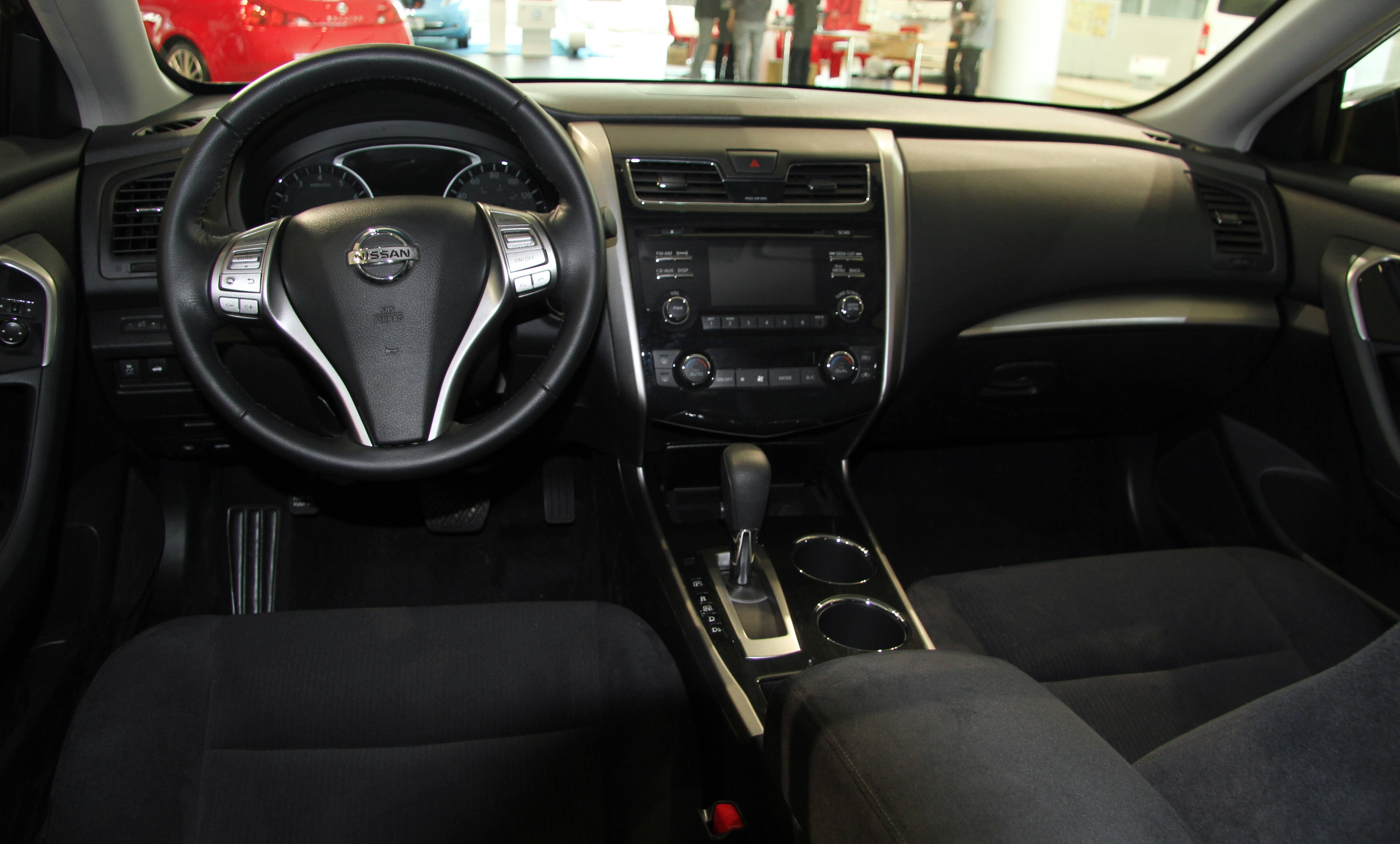
Interior

El Nissan Altima Cupé fue descontinuado debido a las bajas ventas después del año modelo 2013, lo que significa que Nissan solo se centrará en el modelo sedán para el Altima, mientras que el híbrido y el cupé se suspenden. 
La pantalla avanzada drive-Assist se agregó en 2013.
El año modelo 2016 vio el regreso del modelo de rendimiento SR. Disponible con motores de 4 o 6 cilindros, viene equipado con llantas de aleación de 18 pulgadas, alerón deportivo de tapa de cubierta, interior deportivo único con tubería azul en los asientos, alfombrillas con el logotipo SR y volante y palanca de cambios forrados en cuero.

### Teana
La tercera generación del Nissan Teana fue introducida en Japón, siendo esencialmente una versión rebautizada del North American Altima. En Japón, el Teana se ofrece en motor de 2.5L con tres versiones diferentes; XV, XL y XE.
Está disponible en la mayoría de los países asiáticos desde su introducción.
En Tailandia, el L33 Teana debutó en agosto de 2013, donde estaba disponible con un motor de 2.0L con tres variantes, XE, XL y XL Navi o un motor de 2.5L con dos variantes, XV y XV Navi.  Cinco años después, el L33 Teana en Tailandia recibió la parte delantera del lavado de cara Altima. Las variantes también se simplificaron a solo tres: 2.0XL, 2.0XL Navi y 2.5XV Navi. 
En Malasia, el L33 Teana se lanzó en junio de 2014, donde está disponible con motores de 2.0L o 2.5L. Tres variantes estaban disponibles, que eran el 2.0XE, 2.0XL y 2.5XV.  En diciembre de 2016, dos paquetes de accesorios opcionales estuvieron disponibles: Nismo Aero Package y Nismo Performance Package. El paquete Nismo Aero agregó ensuciadores para el parachoques delantero, spoilers del parachoques trasero, faldones laterales, alerón de la tapa del maletero y acabado del escape. El paquete Nismo Performance agregó todo eso con el paquete Nismo Aero, además de los muelles deportivos Nismo y las llantas de aleación Nismo LMX6 de 18 pulgadas.  entonces, el L33 Teana ha sido descontinuado en Malasia.
En China, un Teana de lujo de mayor distancia entre ejes se vende como el "Teana VIP" y lleva logotipos VIP cosidos en los asientos y una insignia "VIP" en la tapa del maletero. El Teana VIP tiene una puerta extendida en el asiento trasero y una distancia entre ejes (+75 / + 125 mm), y está equipado con un sistema envolvente Bose de 9 altavoces, controles para el pasajero trasero y pantallas de video para el pasajero trasero. 
Nissan India ha descontinuado su sedán Teana del segmento D ya que el Teana no logró generar volúmenes para el fabricante de automóviles en india en 2014. La compañía también ha eliminado el salón de su sitio web oficial.

### Lavado de cara

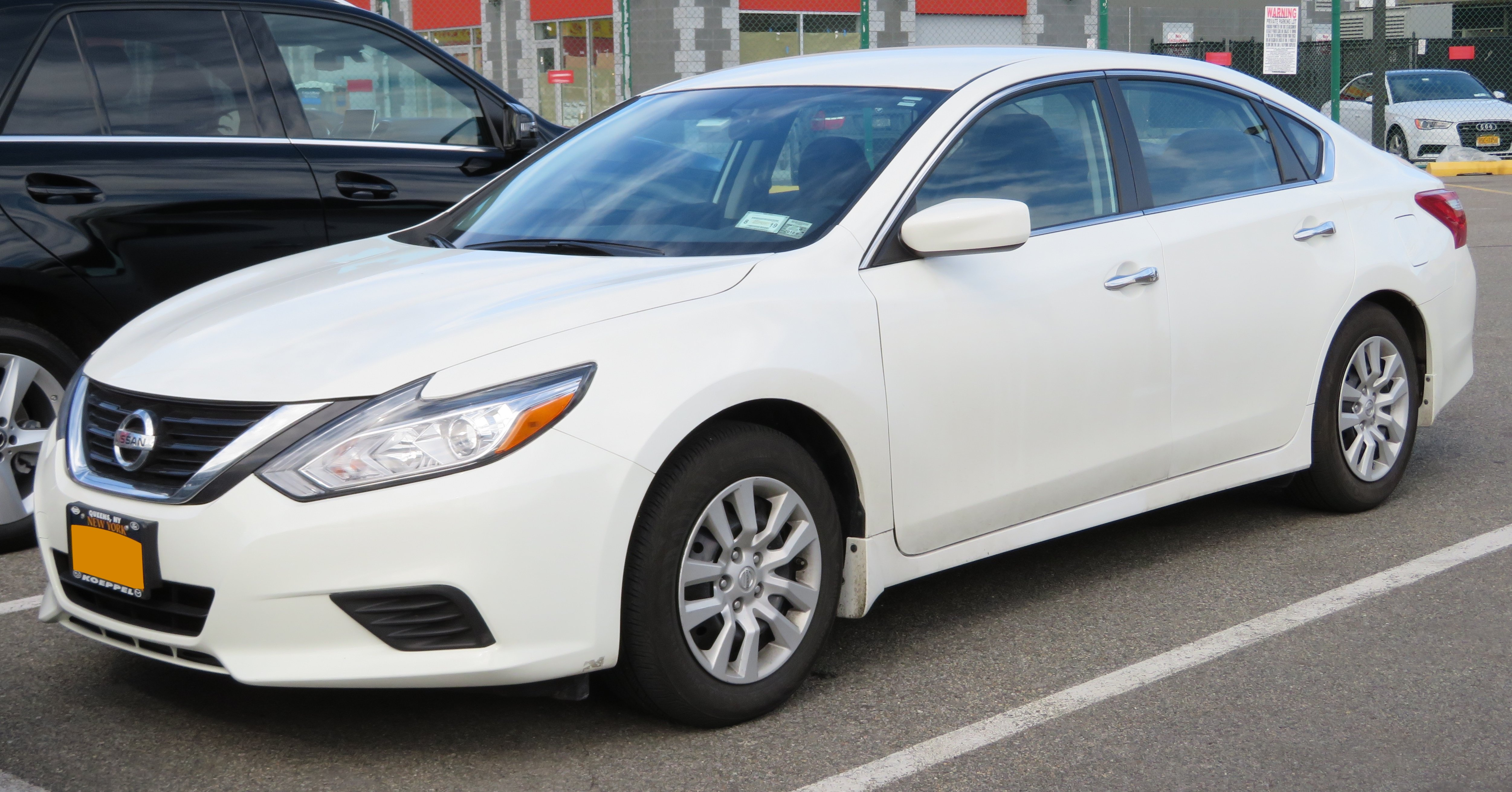
Altima 2016 2.5S

El año modelo 2016 recibió un lavado de cara completo que incluye nuevos parachoques delanteros y traseros, faros delanteros y traseros, asientos delanteros Zero Gravity remodelados, volante y consola central.  El automóvil fue construido con nuevos materiales silenciadores de la cabina y un nuevo parabrisas que reduce el sonido.
Un nuevo nivel de acabado SR agregó llantas deportivas de aleación de aluminio de diecisiete pulgadas, superficies de asientos de tela deportiva, radio satelital SiriusXM, un asiento de cubo del conductor eléctrico delantero y un volante multifunción forrado en cuero deportivo al modelo S. El 3.5 SR se eliminó para el año modelo 2018, dejando al 2.5 SR como el único nivel de acabado SR disponible, y el único nivel de acabado 3.5 una vez más fue el 3.5 SL.

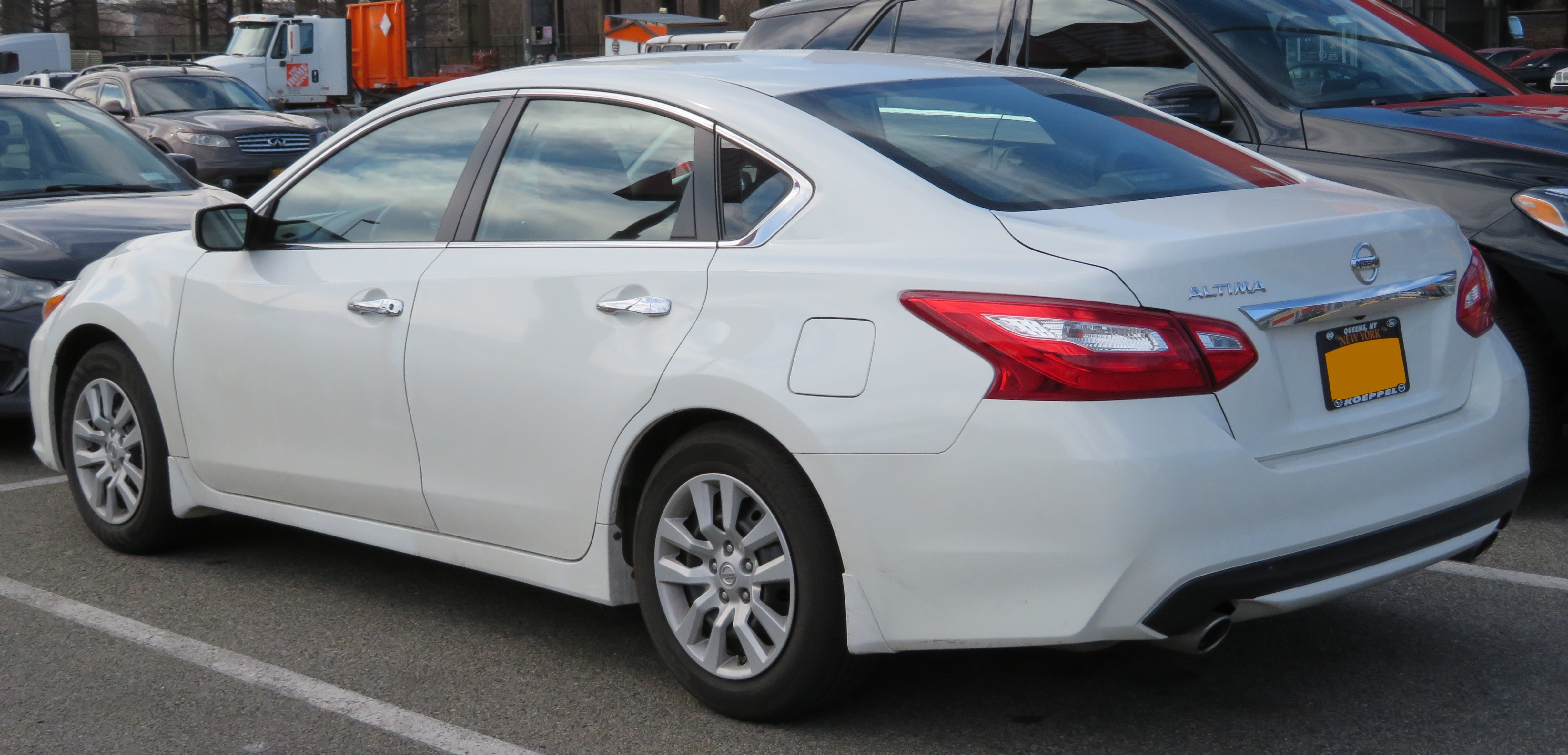
vista trasera

Para 2018, el nivel de acabado 2.5 SR recibe dos nuevos paquetes de "Edición Especial", uno de los cuales es el 2.5 SR Special Edition, que agrega llantas especiales de aleación de aluminio de dieciocho pulgadas con acabado gris, tapicería similar al cuero y un sistema de infoentretenimiento de pantalla de siete pulgadas con navegación GPS al acabado base 2.5 SR.  El otro paquete de "Edición especial" disponible para el 2.5 SR es el 2.5 SR Midnight Edition, que agrega llantas especiales de aleación de aluminio de dieciocho pulgadas con acabado en negro, un alerón trasero negro, espejos laterales exteriores negros, acentos exteriores negros y emblemas exteriores negros al acabado base 2.5 SR. 
También para 2018, el acabado 2.5 anteriormente base se suspendió, lo que ahora significaba que el 2.5 S se convirtió en el nuevo acabado "base" del Altima. Esto también significó que todos los modelos Altima ahora venían de serie con un sistema de audio de pantalla a color de cinco pulgadas, altavoces montados en la parte trasera y acceso inteligente con llave para las cuatro puertas, todos los cuales no estaban disponibles en el nivel de acabado 2.5. El acabado 2.5 S 2018 también gana un paquete de conveniencia opcional, que agrega un asiento de cubo del conductor delantero ajustable eléctricamente y un sistema de arranque remoto por $ 390.00 adicionales sobre el automóvil base. El 2.5 S también pierde la radio satelital SiriusXM estándar para 2018, y no está disponible como opción para este nivel de acabado. 
Finalmente, para 2018, se revisa el sistema de infoentretenimiento NissanConnect, agregando conectividad estándar de Apple CarPlay y Android Auto y una interfaz de usuario (UI) rediseñada. 
2018 es el último año modelo para el L33 Nissan Altima. Un nuevo modelo, que se espera que debute durante el Salón del Automóvil de Nueva York 2018 como un modelo de principios de 2019, se ha visto probando. Parece más grande que el modelo actual, y también adapta las señales de estilo del Nissan Maxima, que incluyen faros delanteros LED y la nueva parrilla delantera "V-Motion" de Nissan.  En el interior, un gran sistema de infoentretenimiento con pantalla táctil domina el panel de instrumentos, y un volante deportivo "D-Ringed" del Nissan Maxima reemplaza el diseño actual del volante. El encendido por botón también parece haberse reubicado en la consola central, ahora ubicada junto a la palanca de cambios de la transmisión.  El nuevo vehículo debería ser similar en apariencia al concept car Nissan V-Motion 2.0 2017. 
Para 2018, el modelo 2.5 base anterior y de venta lenta se eliminó de la línea Nissan Altima. El nuevo modelo "base" del Altima se convirtió en el 2.5 S, que incluye un nivel más alto de equipamiento estándar que el modelo al que reemplaza, como una radio LCD a color NissanConnect de cinco pulgadas (5.0") (radio A / M-F / M, reproductor de CD / MP3 de disco único, Bluetooth A2DP Streaming Audio, puerto USB, conector de entrada de audio auxiliar de 3.5 milímetros (3.5 mm), Sistema de monitor de visión trasera de Nissan (sistema de cámara de respaldo de visión trasera), y compatibilidad limitada con aplicaciones móviles), un sistema de audio de seis altavoces (que ahora incluye altavoces traseros) y sensores táctiles para el sistema Intelligent Key en todas las manijas de las puertas. El modelo 3.5 SR también se eliminó para 2018, dejando al 3.5 SL como el único modelo Nissan Altima equipado con un motor V6. El modelo 3.5 SL también gana un sistema de infoentretenimiento con pantalla táctil NissanConnect de siete pulgadas (7.0") con Apple CarPlay y Android Auto. Este era anteriormente un equipo opcional en el modelo Nissan Altima 3.5 SL 2017. Incluso con el modelo 2.5 ahora descontinuado, los precios de 2018 para el Nissan Altima han aumentado solo en $ 760.00, hasta $ 23,260 desde $ 22,500 en 2017.
El lavado de cara Teana se lanzó en China en julio de 2016 y en Tailandia en noviembre de 2018.

## Sexta generación (L34; 2018)

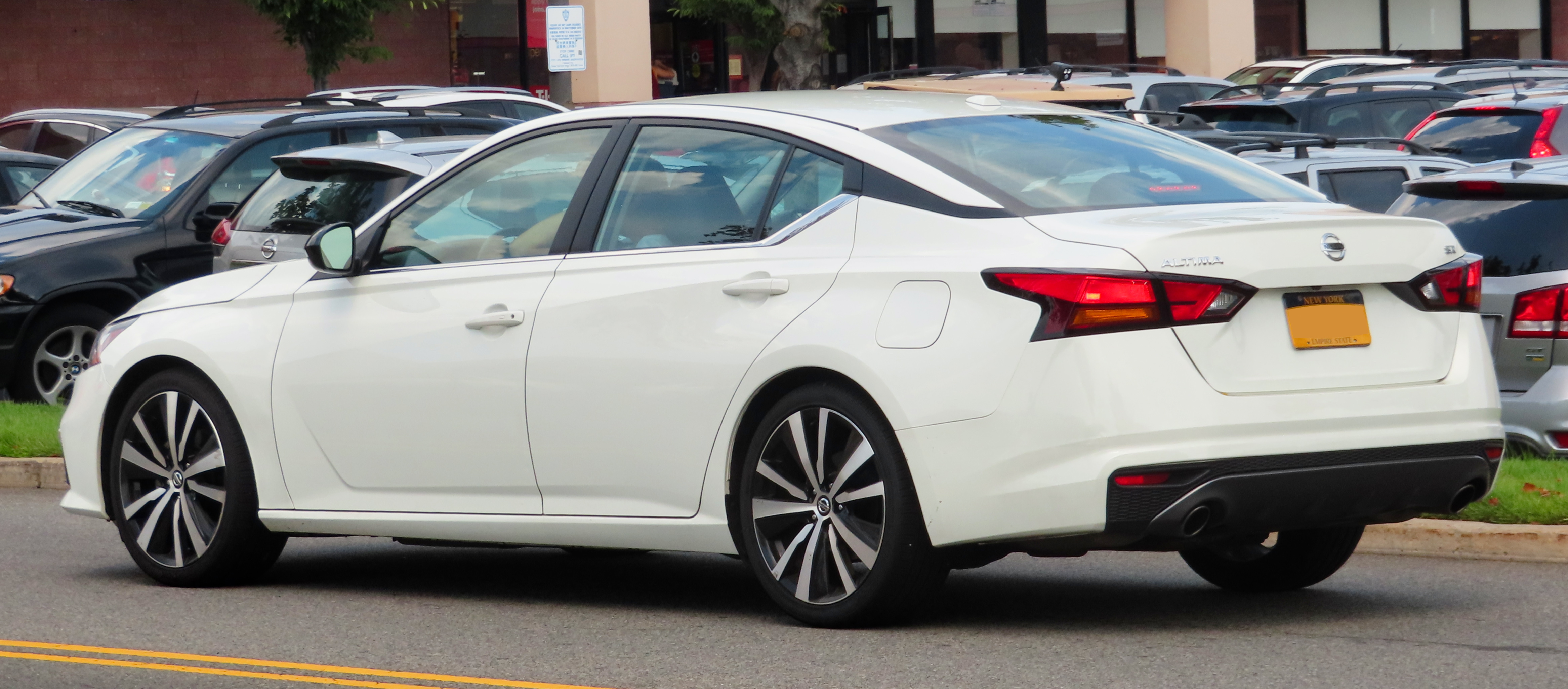
Nissan Altima SR 2016

El automóvil puede ser impulsado por un motor de cuatro cilindros de inyección directa de aspiración directa de 188 hp (140 kW) y 2.5 litros; 182 hp (136 kW) con AWD disponible, o un motor de cuatro cilindros turboalimentado de compresión variable de 2.0 litros y 248 hp (185 kW) que reemplaza al tren motriz V6 en la generación anterior. Es el primer motor turbo de compresión variable listo para la producción del mundo.  Todos los motores están acoplados a una transmisión variable continua. La tracción total solo está disponible en los modelos de motor de 2.5 litros.

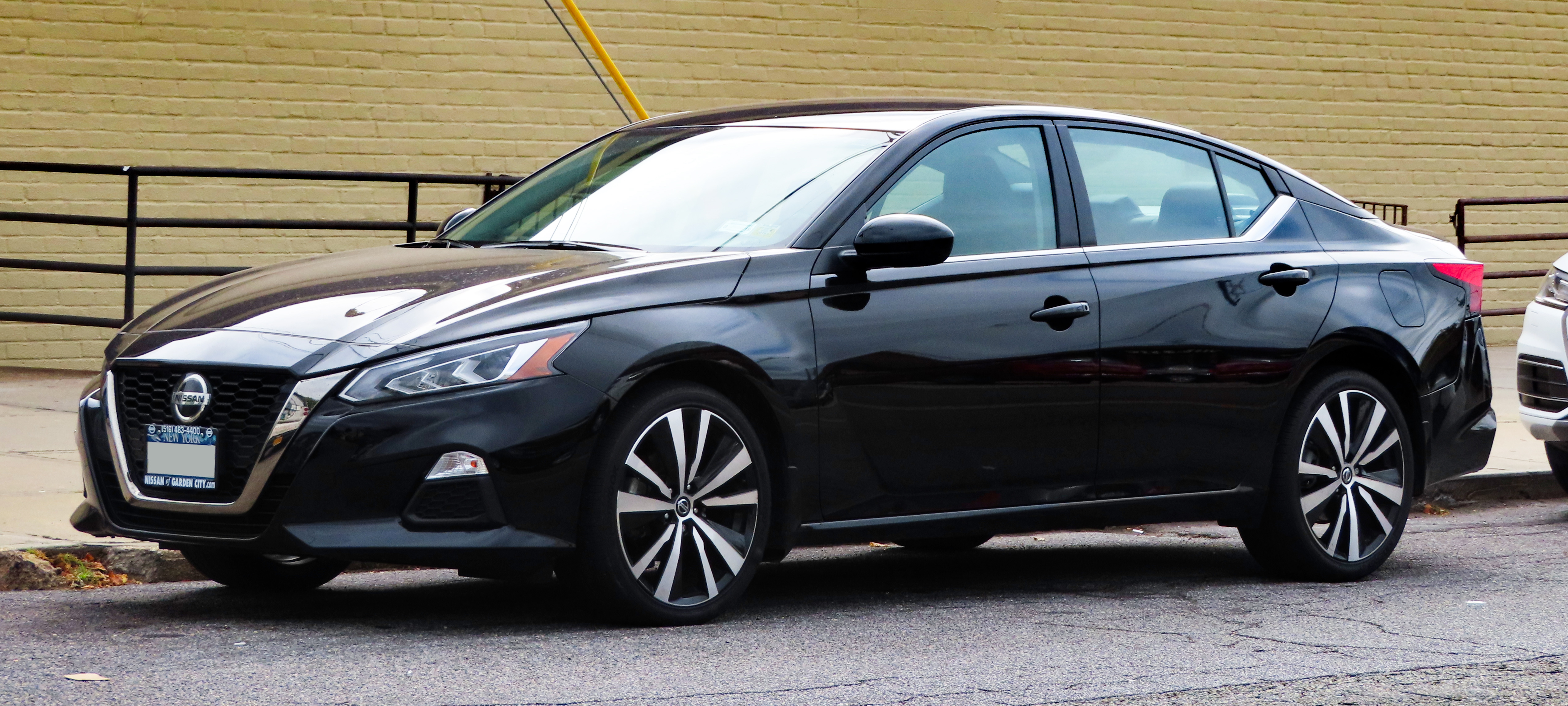
Nissan Altima SR 2019

La sexta generación de Altima cuenta con Nissan Intelligent Mobility, que incluye Pro-Pilot Assist, Nissan Intelligent Around View Monitor, Frenado Automático de Emergencia con Sistema de Detección de Peatones e Intervención Inteligente de Carril. El automóvil llegó a los concesionarios en los Estados Unidos en octubre de 2018 y en los concesionarios Mexicanos de Nissan en mayo de 2019. 
Comenzó la producción en la planta de Nissan en Smyrna el 24 de agosto de 2018 y en Canton, Misisipi, el 27 de septiembre de 2018. 

### Niveles de equipamiento
El Altima se ofrece en cinco niveles de equipamiento: S, SR, SV, SL y Platinum. 
Nissan comenzó a aceptar pedidos anticipados para el nuevo Altima 2019 a partir del 15 de junio de 2018. Se ofreció un modelo Edition One Special Edition exclusivamente a los compradores que eligen reservar su nuevo Altima. El acabado Edition One, basado en el nuevo Nissan Altima Platinum Turbo 2019, se produjo en números limitados y ofreció características que no se ofrecieron en ningún otro modelo Nissan Altima 2019 completamente nuevo, como llantas de aleación de aluminio con acabado gris oscuro de diecinueve pulgadas (19"), insignia exterior 'Edition One', placas de patada de umbral interior iluminadas, un alerón trasero, iluminación exterior del suelo, y las exclusivas alfombrillas alfombradas premium bordadas 'Edition One'. El Edition One solo estaba disponible en tres colores exteriores: Scarlet Ember Tintcoat, Super Black o Pearl White Tricoat. Nissan también proporcionó un regalo de cortesía a los compradores que reservaron el nuevo Nissan Altima Edition One 2019: ya sea un Amazon Echo Dot con un altavoz inalámbrico Bluetooth Bose SoundLink Revolve y una suscripción de Amazon Prime de 1 año, un Apple Watch Series 3 o un Amazon Echo Show y una suscripción de Amazon Prime de 1 año. Finalmente, se proporcionarán servicios especiales de conserjería de cortesía a aquellos que reserven el vehículo. La marca hermana de vehículos de lujo de Nissan, Infiniti, ofreció un incentivo similar para aquellos que preordenaron el nuevo SUV crossover compacto Infiniti QX50 2019 de segunda generación, aunque no se ofreció ningún modelo de edición especial a esos compradores. 
Además de la edición especial Edition One, los compradores de Nissan Altima 2019 también pueden reservar cualquier otro nivel de equipamiento.
Todos los niveles de acabado Altima vienen equipados con características estándar como el conjunto de tecnologías de asistencia al conductor Nissan Safety Shield, un volante deportivo de anillo "D", la pantalla de asistencia al conductor adaptativa, el sistema de infoentretenimiento con pantalla táctil NissanConnect 8.0 con radio satelital SiriusXM, USB y entradas de audio auxiliares, y el sistema de cámara multiángulo AroundViewMonitor, Nissan Sistema Intelligent Key con encendido por botón, asientos traseros plegables divididos y un sistema de arranque remoto del vehículo. Todos los modelos incluyen un motor de gasolina de cuatro cilindros en línea (I4) de aspiración natural de 2.5 litros que se ha trasladado del Altima de la generación anterior, pero se ha mejorado para aumentar el rendimiento y la eficiencia del combustible. Los modelos SR y Platinum también ofrecen el motor de gasolina de cuatro cilindros en línea vc turboalimentado de 2.0L VC Turbo (turbocompresor de compresión variable) opcional (el Edition One basado en Platinum presenta el motor VC Turbo como equipo estándar), aunque solo el motor base está disponible con tracción total (AWD), que también está disponible en el Altima por primera vez (el AWD Altima compite directamente con el Ford Fusion y Subaru Legacy sedanes medianos, que también ofrecen AWD). La tracción delantera (FWD) es estándar en todos los modelos. Al igual que con sus predecesores, la transmisión variable continua (CVT) "X-Tronic" de Nissan es la única opción de transmisión disponible en el nuevo Altima.
Los niveles de acabado superiores del Altima ofrecen navegación GPS con información sobre el tráfico y el clima, radio HD, un sistema de audio amplificado premium Bose, servicios NissanConnect, Nissan ProPilot Assist, funciones adicionales de asistencia al conductor, un volante calefactado y forrado en cuero, asientos delanteros de cubo ajustables eléctricamente con memoria para el asiento del conductor delantero, asientos delanteros con calefacción y ventilación y asientos traseros fuera de borda con calefacción, superficies de asientos perforadas de lujo tapizadas en cuero o "PrimaTex", un techo corredizo eléctrico, molduras interiores de grano de madera y llantas de aleación de aluminio mejoradas.

#### Nissan Altima 2022
El nuevo Altima 2022 que se ofrece en tres versiones distintas  ha cambiado la forma de manejar gracias a su nuevo sistema de seguridad perfecto denominado Nissan Intelligent Mobility, el cual consiste en el monitoreo externo de diferentes circunstancias por los cuales un piloto puede estar expuesto, ayudando así a reducir los accidentes.
Esta tecnología cuenta con frenado inteligente de emergencia, detección de peatones, monitoreo de colisión frontal, intervención inteligente de cambio de carril, alerta inteligente de colisión frontal, monitor inteligente de visión periférica, alerta de tráfico cruzado, dando un protección total del vehículo.

### Seguridad
El Altima 2019 recibió un premio Top Safety Pick del IIHS y no un premio "Plus". Tiene una calificación Buena para todas las pruebas, excepto para una Calificación Aceptable para faros. 
Otras características de seguridad importantes incluyen:
- Monitor de visión alrededor: Supera los puntos ciegos con una vista de pájaro del coche y sus alrededores.
- Frenado de emergencia delantero: Ayuda a garantizar que un lapso momentáneo de atención del conductor no resulte en una colisión.
- Asistencia ProPilot: Esta combinación de ayudas al conductor trabaja en conjunto para ofrecer un funcionamiento semiautomatizado, casi autónomo.